# Pietro IV d'Aragona

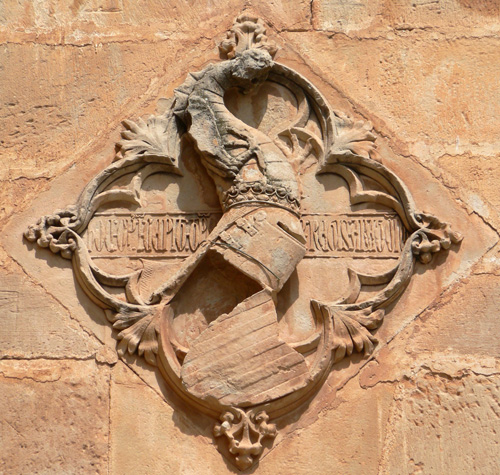
Scudo di Pietro IV il Cerimonioso sulla porta del Monastero di Santa Maria di Poblet.

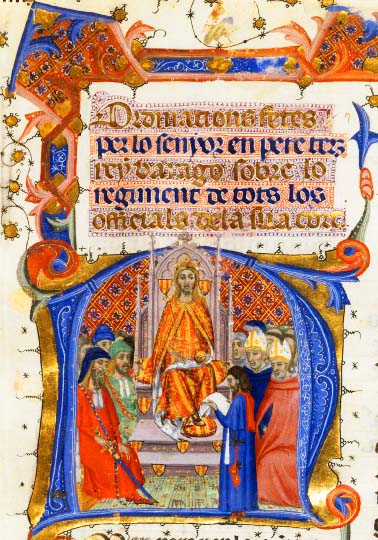
Capolettera N in un manoscritto in catalano: un manuale per il cerimoniale di corte.

Scudo di Pietro IV il Cerimonioso.

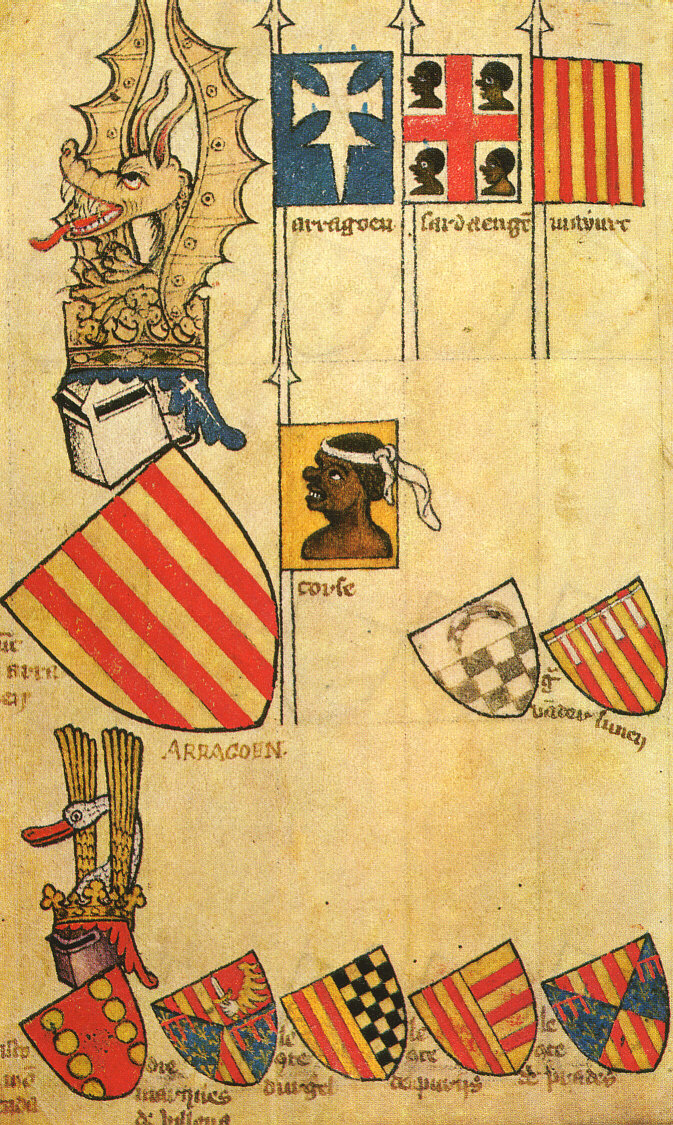
Cimiero creato per Pietro IV il Cerimonioso. Armoriale di Gheldria.

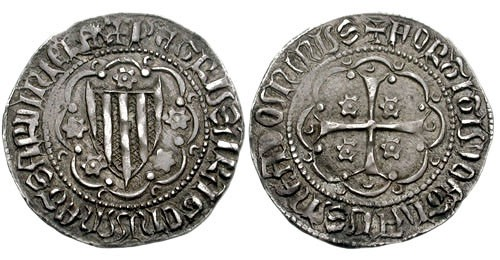
Moneta sarda del periodo di Pietro IV

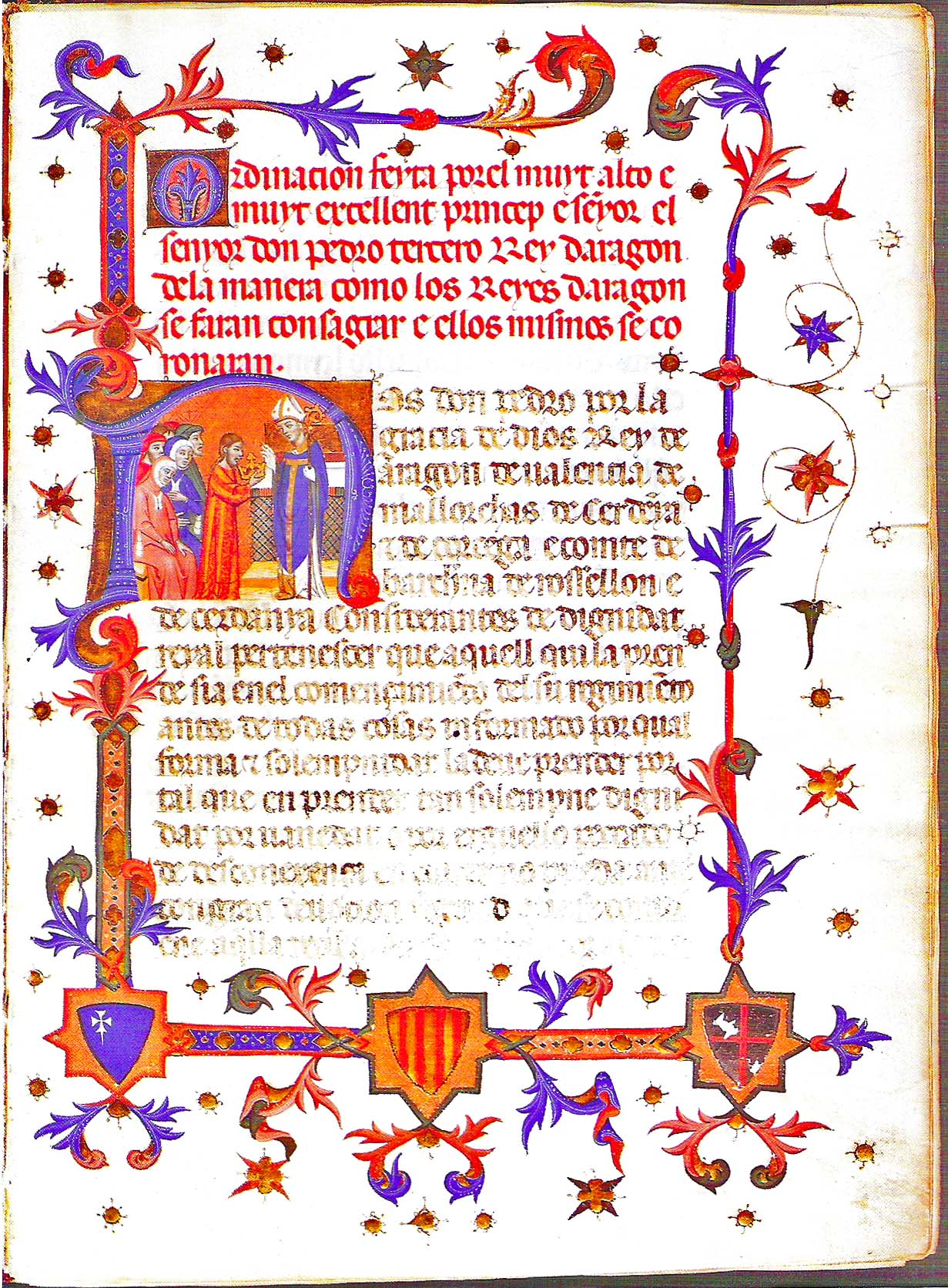
Manuale per l'autoincoronazione di Pietro IV il Cerimonioso.

Pietro Alfonso o di Aragona, detto il Cerimonioso (Pere el Cerimoniós in catalano; Balaguer, 5 settembre 1319 – Barcellona, 5 gennaio 1387), fu re di Aragona, di Valencia, di Sardegna e di Corsica, Conte di Barcellona e delle altre contee catalane dal 1336. Fu anche re di Maiorca dal 1343 sino alla morte.

## Origine
Figlio maschio secondogenito del re d'Aragona, di Valencia e di Sardegna e Corsica, conte di Barcellona, di Urgell, di Empúries e delle altre contee catalane, Alfonso il Benigno e della sua prima moglie, la contessa di Urgell, Teresa di Entenza.

## Biografia
Pietro, nato di sette mesi,, pur essendo il secondogenito, fu designato dal padre erede della Corona di Aragona, dato che il primogenito, Alfonso, era morto un anno prima della sua nascita, mentre Giacomo, il terzogenito, fu designato erede della contea d'Urgell.
Nel 1329 il padre, da due anni vedovo di Teresa di Entenza, la madre di Pietro, sposò Eleonora di Castiglia, che per poche ore era stata la moglie del fratello maggiore di Alfonso IV, Giacomo d'Aragona, entrato in convento il giorno del matrimonio.
L'influenza della regina, Eleonora, in Aragona fu nefasta, complottando per fare prevalere gli interessi dei propri figli a scapito del figliastro, l'erede al trono, Pietro il Cerimonioso
Il 27 gennaio 1336, alla morte di suo padre, Pietro gli subentrò sul trono della corona d'Aragona come Pietro IV (Pietro III di Barcellona, come lui stesso amava definirsi, Pietro II di Valencia e Pietro I di Sardegna e Corsica) e, nella Pasqua del 1336, fu unto con cerimonia religiosa da don Pedro de Luna arcivescovo di Saragozza, dove si incoronò con le proprie mani, interrompendo una tradizione che durava dal 1204, che tutti i re di Aragona erano incoronati da un rappresentante del papa.
Pietro IV andò personalmente ad Avignone a dare il dovuto riconoscimento al papa Benedetto XII, che lo accolse con solennità.
Al momento della sua incoronazione Pietro confiscò tutti i beni della matrigna e dei fratellastri, che da qualche mese si trovavano in Castiglia. Ma, nel 1338 Pietro, non volendo inimicarsi il regno di Castiglia in un momento in cui la penisola iberica era minacciata da una nuova invasione moresca, riconsegnò a lei e ai suoi figli il possesso dei loro domini. Nonostante tutto Eleonora continuò a complottare contro il figliastro.
Il 23 luglio 1338, ad Alagón, Pietro sposò Maria di Navarra (1330 – 1347), figlia della regina di Navarra, Giovanna e di suo marito Filippo conte di Évreux. Il contratto di matrimonio era stato stipulato il 6 gennaio 1337. Una clausola del patto matrimoniale prescriveva che se Filippo e Giovanna fossero morti senza figli maschi, il trono di Navarra sarebbe passato a donna Maria.
Da un documento datato 23 luglio 1338, si ha la conferma che Pietro (Pedro…Rey de Aragon de Valencia de Cerdennya de Corcegua e comte de Barçalona) sposò Maria (dona Maria filla del…princep e sennyor don Phelip…Rey de Navarra conte de Euroux de Engolesme de Morentayn e de Longauilla et de la…sennyora dona Johannya…Reyna del dicto Reyno).
Pietro il Cerimonioso non aveva in simpatia il re di Maiorca, che era suo cugino e anche suo cognato per avere sposato sua sorella, Costanza d'Aragona e per prima cosa volle ristabilire il giuramento di vassallaggio cui aveva rinunciato suo nonno Giacomo II il Giusto, con il trattato di Anagni, del 1295.
Dopo alcuni anni di dispute e ripicche, Pietro il Cerimonioso aprì il processo per tradimento contro il cugino e cognato, Giacomo III detto il Temerario. Il processo condotto dal re di Aragona stesso finì per concludersi nel 1343, con la condanna del re di Maiorca Giacomo III alla confisca di tutti i beni che erano rivendicati dalla corona d'Aragona e, il 23 marzo 1343, si proclamò re di Maiorca e conte di Rossiglione e di Cerdagna. Al rifiuto di Giacomo III di ottemperare alle disposizioni del tribunale, Pietro invase il regno di Maiorca e, dopo avere sconfitto Giacomo nella battaglia di Santa Ponça, lo occupò. Giacomo III si ritirò allora nelle contee pirenaiche, ma anche quelle, nel corso del 1344, furono attaccate e occupate dalle truppe catalano-aragonesi. Giacomo III di Maiorca, venduto l'ultimo feudo rimastogli, Montpellier, al re di Francia, Filippo VI di Valois, mise insieme un esercito, con cui tentò di recuperare il regno di Maiorca, sbarcando sull'isola di Maiorca, dove, il 25 ottobre 1349, fu sconfitto e perse la vita alla battaglia di Llucmajor, dove anche il figlio, Giacomo il pretendente, fu ferito e fatto prigioniero. Pietro IV aveva così ricongiunto alla corona d'Aragona il regno di Maiorca e le contee di Rossiglione e Cerdagna.
Attorno al fratello, Giacomo, in quegli anni, si era coagulato un movimento catalano di opposizione a Pietro IV, del quale Giacomo venne riconosciuto come guida, ed, in un secondo tempo, si era accostato a lui, anche il fratellastro, Ferdinando (1329–1363).
Verso la fine dell'estate del 1347, Giacomo, nella riunione delle Cortes di Saragozza, riuscì a strappare alcuni compromessi a suo fratello, il re, Pietro IV.
 Giacomo poco dopo (circa tre mesi), morì improvvisamente e si rumoreggiò che Giacomo fosse stato avvelenato. Alla morte del fratellastro, Ferdinando, incoraggiato dallo zio, Alfonso XI di Castiglia, si mise a capo del movimento di protesta, e nei mesi successivi riuscì a sconfiggere gli alleati valenzani di Pietro IV il Cerimonioso e Pietro riconobbe il titolo di governatore del regno di Valencia a lui e alla sua discendenza.
Però nel luglio 1348, Pietro IV riaffermò la sua autorità, sconfiggendo Ferdinando, che, ferito, fu costretto a riparare in Castiglia.
Pietro che, nel 1347, era rimasto vedovo (Maria era morta in seguito al parto del quartogenito, l'erede maschio, che però visse solo poche ore), l'11 giugno di quello stesso anno, a Santarem, in seconde nozze, sposò per procura, Leonora del Portogallo (1328 – 1348), figlia di Alfonso IV del Portogallo e di Beatrice di Castiglia. Le nozze di persona furono celebrate, a Barcellona, il 15 novembre 1347. L'anno dopo però la nuova regina morì a causa della peste che aveva colpito il regno d'Aragona.
Negli anni 1347 e 1348 Pietro, oltre alla rivolta autonomista del fratellastro, Ferdinando, nel regno di Valencia, dovette soffocarne un'altra, in Aragona, dove non era gradita la nomina a erede della figlia Costanza.
Vedovo, per la seconda volta, il 27 agosto 1349, Pietro si risposò, in terze nozze, con Eleonora di Sicilia, figlia di Pietro II di Sicilia e di Elisabetta di Carinzia, che ebbe una grande influenza a corte, tanto da sostituire Bernardo di Cabrera, principale consigliere del re Pietro IV, dal 1347. Nel 1357, di fronte all'aumentare dell'opposizione, in Sicilia, contro il fratello, Federico IV di Aragona, re di Trinacria e Duca di Neopatria, Eleonora sostenne inutilmente la proposta di inviare aiuti in Sicilia in cambio del Ducato di Neopatria, che avrebbe dovuto essere consegnato a Eleonora stessa.
Nel 1351, alleatosi con Venezia, Pietro entrò in guerra contro Genova, che tentava di fare sollevare i propri sostenitori in Sardegna. Sebbene infatti la città di Alghero fosse stata ceduta alla Corona d'Aragona, il ramo sardo della famiglia Doria fomentò una rivolta nella quale venne annientata la guardia posta dagli aragonesi all'interno delle sue mura. Pietro IV organizzò dunque una spedizione navale ponendo a capo l'ammiraglio Bernardo di Cabrera e il 27 agosto 1353 sbaragliò le armate genovesi nella battaglia della Lojera combattuta a Porto Conte vicino ad Alghero, obbligando il loro generale a scappare; morirono un migliaio di Genovesi, mentre i prigionieri furono 3.500 e i feriti più di duemila. La città fu poi ripopolata dai catalani. 
Nello stesso anno, Pietro cominciò la guerra contro l'Arborea, l'ultimo dei quattro giudicati sardi allora sotto il governo di Mariano IV, destinata a concludersi solo nel 1420. Nel 1355 convocava a Cagliari il Primo Parlamento Sardo, nel quale furono discussi i principali problemi della convivenza tra Catalani ed elemento locale in Sardegna.
Dopo che la corona di Castiglia, nel 1350, era stata assunta da Pietro I il Crudele, la tensione tra Aragona e Castiglia era andata via via aumentando e andò a interferire con la guerra civile di Castiglia, tra Pietro I il Crudele ed Enrico di Trastamara, che ricevette l'aiuto di Pietro IV che gli permise di transitare con le sue truppe nei possedimenti della corona d'Aragona e dove dovette difendersi dall'attacco di Pietro I, che, nel 1356, alleato della repubblica di Genova, voleva riprendersi i territori murciani ceduti al regno di Valencia. La guerra tra Aragona e Castiglia, allora esplose, dopo l'occupazione di Tarragona, da parte di Pietro I, nel 1357, ed è conosciuta come guerra dei due Pietri; nel frattempo Pietro IV si era riavvicinato al fratellastro, marchese di Tortosa, dal 1354, genero del re del Portogallo, Pietro I, Ferdinando, che ambiva anche lui al trono di Castiglia e che, nominato Procuratore generale della Catalogna, si era schierato con Pietro IV, ma che si dimostrò un alleato del tutto fastidioso. La guerra terminò nel 1361, senza vincitori né vinti, con la pace di Terrer del 18 maggio).
Comunque, quando la guerra civile castigliana riprese, Pietro IV continuò ad appoggiare Enrico e, nell'ottobre 1363, a Binéfar, riconfermò l'alleanza accettando di cedere a Enrico il regno di Murcia. Qualche mese prima, Pietro IV si era macchiato di un atroce delitto facendo assassinato proditoriamente nella città di Burriana, dove si trovava con le sue truppe castigliane, di cui era il comandante, il fratellastro, Ferdinando (1329–1363), marchese di Tortosa, per punirlo di avere guidato l'insurrezione valenziana, di circa vent'anni prima.
Dopo la morte di Pietro I il Crudele, nel 1369, Enrico di Trastamara divenne Enrico II re di Castiglia, ma i contrasti tra Aragona e Castiglia, per il possesso del regno di Murcia, continuarono e Pietro IV si alleò con il re del Portogallo, Pietro I, contro Enrico. Si susseguirono conflitti che si alternarono a trattati di pace (ad Alcañiz, nel 1371, ad Almazán, il 12 aprile 1374, e a Lérida, il 10 maggio 1375). Dopo quest'ultimo trattato Molina e la Murcia furono consegnate al regno di Castiglia e la figlia di Pietro IV Pedro, Eleonora d'Aragona (1358 – 1382), fu fidanzata a Giovanni, figlio di Enrico II. Il matrimonio fu celebrato, a Soria, il 18 giugno 1375.
Rimasto ancora una volta vedovo, nel 1375, Pietro, nel 1377, si risposò, per l'ultima e quarta volta, l'11 ottobre, a Barcellona, con la discendente di una famiglia di piccola nobiltà, Sibilla di Fortià (?-1406), figlia di Bernardo di Fortià e di Francesca di Vilamari. Sibilla prima di sposare Pietro ne era diventata l'amante.
Comunque Sibilla fece in modo che i suoi familiari ricoprissero posizioni di comando, il fratello, Bernardo divenne ciambellano del marito, Pietro IV.
Sibilla fu incoronata regina, a Saragozza, nel 1381.
Pietro IV di Aragona, durante il grande scisma del 1378, assunse una posizione di attesa, poi fece una seria inchiesta, nel 1380, e una seconda nel 1386, e alla fine convenne che l'elezione del papa Urbano VI, il papa di Roma, fosse da invalidare e riconobbe come papa, Clemente VII, il papa di Avignone.
Pietro IV di Aragona morì, a Barcellona, il 5 gennaio 1387, dopo avere governato per 51 anni, 11 mesi e 18 giorni e fu tumulato nel Monastero di Santa Maria di Poblet.
Gli successe il figlio maschio maggiore, Giovanni il Cacciatore
Pietro IV venne chiamato "il Cerimonioso" per il suo zelo nel rispettare il cerimoniale e la venerazione della dignità reale. Fu scrupoloso nel disbrigo del suo compito, intelligente nell'uso ed esercizio della guerra, di carattere ardente e serio, umano e generalmente incline più alla pietà e alla clemenza che alla indignazione o al castigo. Abolì in Aragona l'uso di contare gli anni da Cesare e passò a contare dall'anno di nascita di Cristo.
Durante il suo regno istituì la Generalitat che nel periodo 1358-1359 tenne le riunioni nelle varie cortes di Barcellona, Vilafranca del Penedès e Cervera, sotto la guida del suo primo presidente, Berenguer de Cruïlles.

## Discendenza
Pietro si sposò quattro volte ed ebbe numerosi figli.
Dalla prima moglie Maria di Navarra, sposata nel 1338, Pietro ebbe quattro figli:
- Costanza d'Aragona (Poblet, 1343-Catania, 18 luglio 1363), sposò nel 1361 il re di Sicilia, Federico IV di Sicilia;
- Giovanna (Barcellona, 7 novembre 1344-Castellón de Ampurias, 1385), sposò il 19 giugno 1373, il Conte di Empúries, Giovanni I d'Empúries, figlio di Raimondo Berengario (figlio di Giacomo II di Aragona);
- Maria (1345-Montblanc, 1348);
- Pietro d'Aragona (11 aprile 1347 – morto dopo poche ore).

Dalla seconda moglie Eleonora del Portogallo, sposata nel 1347, non ebbe nessun figlio.
Dalla terza moglie Eleonora di Sicilia, sposata nel 1349, ebbe quattro figli, da cui discesero tutti i successivi Re d'Aragona:
- Giovanni il Cacciatore (1350 – 1395), re di Aragona, di Valencia, di Sardegna e di Maiorca, re titolare di Corsica, Conte di Barcellona e delle contee catalane;
- Martino il Vecchio (1356 – 1410), sovrano della corona d'Aragona, succedette al fratello Giovanni;
- Eleonora (1358 – 1382), sposò nel 1375 Giovanni I di Castiglia.
- Alfonso d'Aragona (1362 – 1364);

Dalla quarta moglie Sibilla di Fortià, sposata nel 1377, ebbe tre figli:
- Alfonso d'Aragona (1376 – morto giovane), conte di Morella, legittimato nel 1377 all'atto del matrimonio dei genitori;
- Pietro d'Aragona (1379);
- Isabella d'Aragona (1380 – 1424), sposò nel 1407 Giacomo II di Urgell

## Ascendenza
|                       |   |                            | Genitori              |  |  | Nonni |  |  | Bisnonni             |  |  | Trisnonni           |  |
|                       |   |                            |                       |  |  |       |  |  | Pietro III d'Aragona |  |  | Giacomo I d'Aragona |  |
|                       |   |                            |                       |  |  |       |  |  | Pietro III d'Aragona |  |  | Giacomo I d'Aragona |  |
|                       |   | Iolanda d'Ungheria         |                       |  |  |       |  |  | Pietro III d'Aragona |  |  |                     |  |
| Giacomo II di Aragona |   |                            |                       |  |  |       |  |  | Pietro III d'Aragona |  |  |                     |  |
|                       |   | Costanza di Sicilia        | Manfredi di Sicilia   |  |  |       |  |  |                      |  |  |                     |  |
|                       |   | Costanza di Sicilia        | Manfredi di Sicilia   |  |  |       |  |  |                      |  |  |                     |  |
|                       |   | Costanza di Sicilia        | Beatrice di Savoia    |  |  |       |  |  |                      |  |  |                     |  |
| Alfonso IV di Aragona |   | Costanza di Sicilia        |                       |  |  |       |  |  |                      |  |  |                     |  |
|                       |   | Carlo II d'Angiò           | Carlo I d'Angiò       |  |  |       |  |  |                      |  |  |                     |  |
|                       |   | Carlo II d'Angiò           | Carlo I d'Angiò       |  |  |       |  |  |                      |  |  |                     |  |
|                       |   | Carlo II d'Angiò           | Beatrice di Provenza  |  |  |       |  |  |                      |  |  |                     |  |
| Bianca di Napoli      |   | Carlo II d'Angiò           |                       |  |  |       |  |  |                      |  |  |                     |  |
|                       |   | Maria Arpad d'Ungheria     | Stefano V d'Ungheria  |  |  |       |  |  |                      |  |  |                     |  |
|                       |   | Maria Arpad d'Ungheria     | Stefano V d'Ungheria  |  |  |       |  |  |                      |  |  |                     |  |
|                       |   | Maria Arpad d'Ungheria     | Elisabetta dei Cumani |  |  |       |  |  |                      |  |  |                     |  |
| Pietro IV di Aragona  |   | Maria Arpad d'Ungheria     |                       |  |  |       |  |  |                      |  |  |                     |  |
|                       | … | …                          |                       |  |  |       |  |  |                      |  |  |                     |  |
|                       | … | …                          |                       |  |  |       |  |  |                      |  |  |                     |  |
|                       | … | …                          |                       |  |  |       |  |  |                      |  |  |                     |  |
| Gombaldo di Entenza   | … |                            |                       |  |  |       |  |  |                      |  |  |                     |  |
|                       |   | …                          | …                     |  |  |       |  |  |                      |  |  |                     |  |
|                       |   | …                          | …                     |  |  |       |  |  |                      |  |  |                     |  |
|                       |   | …                          | …                     |  |  |       |  |  |                      |  |  |                     |  |
| Teresa di Entenza     |   | …                          |                       |  |  |       |  |  |                      |  |  |                     |  |
|                       |   | Sancho di Antillòn         | …                     |  |  |       |  |  |                      |  |  |                     |  |
|                       |   | Sancho di Antillòn         | …                     |  |  |       |  |  |                      |  |  |                     |  |
|                       |   | Sancho di Antillòn         | …                     |  |  |       |  |  |                      |  |  |                     |  |
| Costanza di Antillòn  |   | Sancho di Antillòn         |                       |  |  |       |  |  |                      |  |  |                     |  |
|                       |   | Eleonora di Cabrera-Urgell | Álvaro I di Urgell    |  |  |       |  |  |                      |  |  |                     |  |
|                       |   | Eleonora di Cabrera-Urgell | Álvaro I di Urgell    |  |  |       |  |  |                      |  |  |                     |  |
|                       |   | Eleonora di Cabrera-Urgell | Costanza di Montcada  |  |  |       |  |  |                      |  |  |                     |  |
|                       |   | Eleonora di Cabrera-Urgell |                       |  |  |       |  |  |                      |  |  |                     |  |

## Pietro IV in letteratura
- Re Pietro IV è un personaggio ricorrente della saga letteraria di Valerio Evangelisti dedicata all'inquisitore Nicolas Eymerich.

## Voci correlate

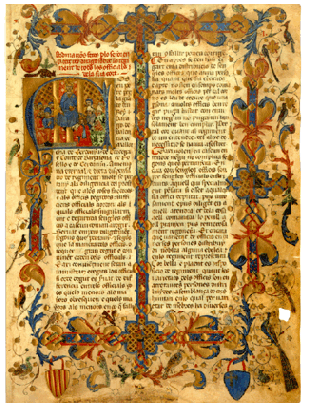
Cerimoniale di Corte
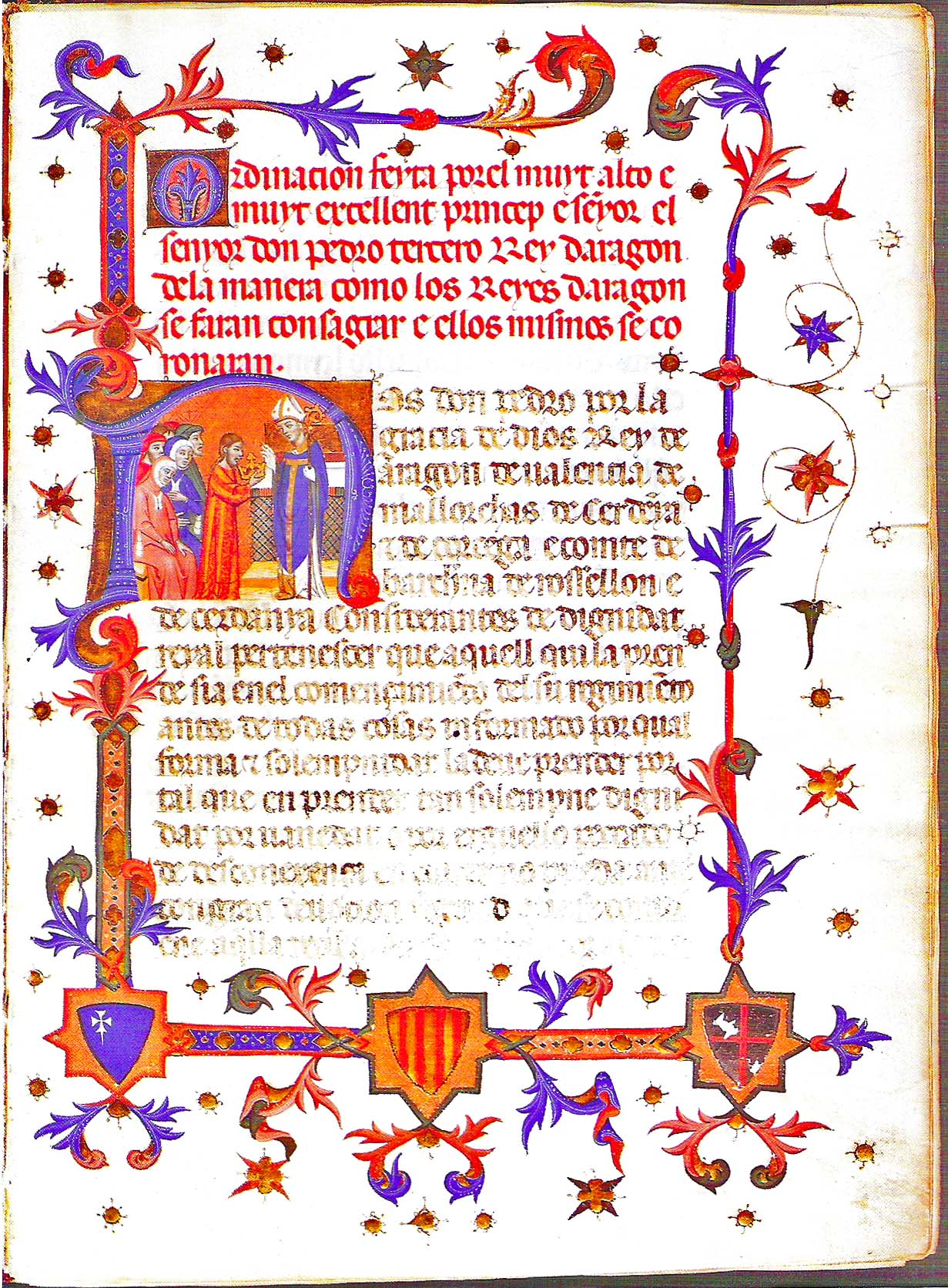
Cerimoniale di incoronazione
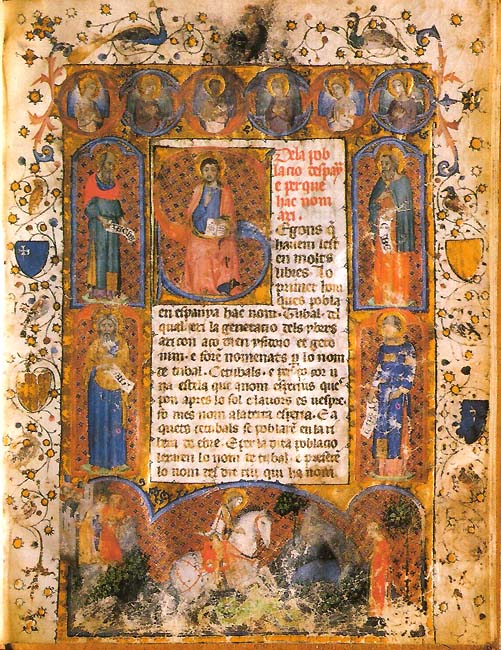
Cronaca dei Re d'Aragona